# BunZer0
BunZer0 (1973) is een Brusselse dj, muziekproducent en muziekjournalist.
BunZer0 draait als dj sinds 1995 house, techno, early jungle en UK garage en richt zich op dubstep sinds het ontstaan daarvan. Hij trad onder andere op op het Dour Festival, de legendarische Londense dubstepclub FWD>> en bijvoorbeeld in Hongarije, Parijs en de Verenigde Staten. Hij draaide bij Studio Brussel en de Londense radiopiraat Rinse FM. Zijn programma op SubFm werd door het Dubstepforum beloond met de prijs voor "Best International Radio Show" en behaalde de tweede plaats in de categorie "Best International DJ". BunZer0 wordt geïnterviewd in de documentaire dBstep: dubstep in België.